# Fernando Maria Inocêncio da Baviera
Fernando Maria Inocêncio da Baviera (em alemão:  Ferdinand Maria Innocenz Michael Joseph von Bayern; Munique, 5 de agosto de 1699 – Munique, 9 de dezembro de 1738) foi um príncipe da Baviera pertencente à Casa de Wittelsbach, e que veio a ser Marechal do exército imperial.

## Biografia
Fernando Maria Inocêncio era filho do Príncipe Eleitor Maximiliano II Emanuel da Baviera (1662-1726) e de sua segunda mulher, a princesa Teresa Cunegunda Sobieska (1676-1730), filha do rei João III Sobieski da Polónia.
Foi general do exército imperial. Em 1738, foi promovido a Marechal de Campo (Feld marschall) e General de Artilharia (Feldzeugmeister) imperial.
Faleceu em 1738, sendo sepultado na Theatinerkirche (igreja dos Teatinos e São Caetano), em Munique.

## Casamento e descendência
Fernando Maria Inocêncio  casou em 5 de fevereiro de 1719 em Zákupy com a Condessa Palatina Maria Ana Carolina de Neuburgo, filha do Conde Palatino Filipe Guilherme Augusto de Neuburgo. Desse casamento nasceram três filhos:
- Maximiliano Francisco José (Maximilian Franz Joseph) (1720-1738);
- Clemente Francisco de Paula (Clemens Franz de Paula) (1722-1770), que casou em 1742 com Maria Ana do Palatinado-Sulzbach (1722-1790);
- Teresa Manuela (Theresia Emanuela) (1723-1743).

Fernando teve também um filho fora do casamento dum caso amoroso com a Condessa Marie Adelaide Fortunata Spaur (1694–1781):
- José Fernando Maria de Salern (Joseph Ferdinand Maria) (1718–1805), general do regimente "Conde de Salern", que casou com em primeiras núpcias em 1753, com a Condessa Marie Mechthildis of Törring (1734–1764); e em segundas núpcias, em 1766, com a Condessa Josepha de La Rosee (falecida em 1772).